# Nephodia pilosa
Nephodia pilosa är en fjärilsart som beskrevs av Paul Dognin 1900. Nephodia pilosa ingår i släktet Nephodia och familjen mätare. Inga underarter finns listade i Catalogue of Life.